# Richard Liebermann
Richard Liebermann (* 21. Oktober 1900 in Neu-Ulm; † 10. Dezember 1966 in Saint-Rambert-sur-Loire) war ein deutscher  Porträt- und Landschaftsmaler der ersten Hälfte des 20. Jahrhunderts.

## Leben
Richard Liebermann, der seit Geburt gehörlos war, hatte drei Geschwister, Paul, Gertrud und Hans, und wuchs in der Friedrichstraße 19 (heute: Hermann-Köhl-Straße 19) in Neu-Ulm auf.
Nachdem er schulpflichtig geworden war, besuchte er im Jahr 1907 das Königliche Central-Taubstummeninstitut (Goethestrasse 70) in München. Mit 21 Jahren schrieb er sich an der Münchner Akademie für das Fach Malerei ein. 1923 konvertierte er vom Judentum zum Christentum. 1933 erhielt er ein Berufsverbot. 1935 zog er mit seinen Eltern und Geschwistern nach Konstanz, der Geburtsstadt seiner Mutter Hedwig Liebermann, geb. Wieler, um in die Schweiz auszuwandern, was jedoch nicht gelang. Trotz Konversion wurde er in der „Reichskristallnacht“ am 9. November 1938 in das KZ Dachau in Schutzhaft genommen und am 16. Dezember 1938 wieder entlassen.
Seine Geschwister beantragten ein Jahr später die Auswanderung über England in die USA. Am 22. Oktober 1940 wurde ein Großteil der Familie ins französische Konzentrationslager Gurs deportiert. Seine Mutter Hedwig und der Bruder Hans, die sich im Krankenhaus befanden, wurden später durch das „Euthanasie“-Programm der Nationalsozialisten ermordet. Richards Vater Heinrich starb 1942 in Gurs. Im Jahre 1943 entkamen die drei Geschwister Richard, Gertrud und Paul aus dem Lager Noé und konnten im Kloster St. Rambert unerkannt überleben.
In Frankreich malte und zeichnete Richard Liebermann weiter. In seinen stimmungsvoll-realistischen Aquarellen dominiert eine ganz neue ausdrucksstarke und leuchtkräftige Farbigkeit. Nichts erinnert mehr an seine ursprünglich akademisch geprägte Malerei in eher gedeckten Braun- und Grautönen.
Am 10. Dezember 1966 starb Richard Liebermann in St. Rambert. Sein Gesamtwerk soll aus 300 Ölbildern, 180 Aquarellen, 530 Zeichnungen und zahlreichen Collagen bestehen. Eine Gedenktafel am ehemaligen Wohnhaus in Neu-Ulm der Familie und ein Stolperstein in Konstanz erinnert an den gehörlosen, jüdischen Maler.

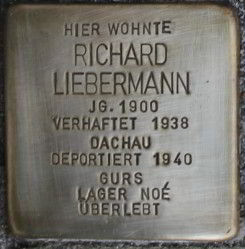
Stolperstein in Konstanz zum Gedenken an Richard Liebermann

## Erinnerung
Zum Gedenken an Liebermann wurde in Konstanz ein Stolperstein verlegt.